# Dicrotendipes nitididorsum
Dicrotendipes nitididorsum är en tvåvingeart som först beskrevs av Jean-Jacques Kieffer 1925.  Dicrotendipes nitididorsum ingår i släktet Dicrotendipes och familjen fjädermyggor.
Artens utbredningsområde är Egypten. Inga underarter finns listade i Catalogue of Life.